# Kaliumazid
Kaliumazid ist das Kaliumsalz der Stickstoffwasserstoffsäure und gehört damit zur Gruppe der Azide.

## Gewinnung und Darstellung
Kaliumazid kann durch Reaktion von Stickstoffwasserstoffsäure und Kaliumhydroxid gewonnen werden.
{\displaystyle {\ce {HN3 + KOH -> KN3 + H2O}}}
Es kann auch durch Reaktion von Kaliumcarbonat mit Stickstoffwasserstoffsäure gewonnen werden.
{\displaystyle {\ce {K2CO3 + 2HN3 -> 2KN3 + CO2 ^ + H2O}}}

## Beschreibung und Eigenschaften
Kaliumazid ist eine sehr giftige Chemikalie, die zudem bei Einwirkung von ultraviolettem Licht oder bei starker Erhitzung explosiv reagiert. Sie disproportioniert hierbei zu metallischem Kalium und Stickstoffgas. Kaliumazid ist nicht schlagempfindlich wie etwa Schwermetallazide. Die Reaktion läuft folgendermaßen ab:
{\displaystyle {\ce {2KN3 -> 2K + 3N2 ^}}}
Es kristallisiert in einer tetragonalen Kristallstruktur mit der Raumgruppe I4/mcm (Raumgruppen-Nr. 140) und Z=4. mit den Gitterkonstanten a = 6,1129 Å und c = 7,0943 Å.